# جاده ارواح
جادهٔ ارواح (به انگلیسی: The Ghost Road) یک رمان نوشته پت بارکر نویسنده اهل بریتانیا است که در سال ۱۹۹۵ در انگلستان منتشر و موفق شد در همان سال برنده جایزه ادبی من بوکر شود.